# WDR33
La proteína 33 que contiene repeticiones de WD es una proteína que en humanos está codificada por el gen WDR33 .
Este gen codifica un miembro de la familia de proteínas de repetición WD. Las repeticiones de WD son regiones mínimamente conservadas de aproximadamente 40 aminoácidos delimitadas típicamente por gly-his y trp-asp (GH-WD), que pueden facilitar la formación de complejos heterotriméricos o multiproteicos. Los miembros de esta familia están involucrados en una variedad de procesos celulares, incluida la progresión del ciclo celular, la transducción de señales, la apoptosis y la regulación de genes. Este gen está altamente expresado en los testículos y la proteína se localiza en el núcleo. Este gen puede desempeñar funciones importantes en los mecanismos de citodiferenciación y / o recombinación del ADN. Se han encontrado múltiples variantes de transcripciones empalmadas alternativamente que codifican distintas isoformas para este gen.